# イマード・ムフセン
イマード・ムフセン(アラビア語: عماد محسن、Emad Mohsin、1996年11月3日-)はイラクのプロサッカー選手。イラク・プレミアリーグのアル・クウワ・アル・ジャウウィーヤ所属、ポジションはFW。サッカーイラク代表、U-23同代表、元U-19同代表。

## 経歴

### クラブ
アル・クウワ・アル・ジャウウィーヤ・クラブ所属時にはAFCカップ2017決勝でクラブを優勝に導く決勝ゴールを決めている。

### 代表
AFC U-19選手権2014に出場し、オマーン戦で2ゴールを記録した。